# 奧登堡山
奧登堡山（英語：Mount Oldenburg），是南極洲的山峰，位於埃爾斯沃思地，處於赫姆斯山以東0.9公里，屬於馬丁山的一部分，由美國南極名稱諮詢委員命名，現時由南極條約體系管理。